# Gufi
GUFI es una banda chilena de pop punk conformada por Tim Picchetti (Voz y Guitarra), Roberto Varela (Bajo) y Juan Pablo Varela (Batería). La banda se ve fuertemente influenciada por el punk californiano y por grupos como Nirvana, Green Day y Blink 182. Posee dos discos de estudio: Historias de la Calle (2005) y Corazón D' Roto (2008), y se hizo conocida por sus temas «Eso es todo lo que soy», «Paul» y «Por ella».

## Historia

### Comienzos
GUFI nació como proyecto de la «dupla Packman», que estaba conformada por los productores Cristián Heyne y Koko Stambuk, los cuales habían dado vida anteriormente a los proyectos pop Supernova y Stereo 3. 
La grabación del álbum debut del grupo fue financiado por el sello Sony, pero los productores prefirieron ir directamente a Sony-México, sin considerar la filial chilena. Aunque la grabación de este material se realizó en Chile.
Entre los compositores del álbum estaba Tim Picchetti  (Voz y Guitarra) y Emmanuel Finlayson (Batería), que se conocían anteriormente y eran amigos desde la infancia. Junto a Stambuk (Bajo), Heyne y Labrín. Este último ingresó a la banda en el periodo de grabación y  provenía de  Glup!, banda en la que había estado cinco años. Al comienzo, Gustavo Labrín reemplazaba a Stambuk en el bajo, sin embargo, pasó a ser el segundo guitarrista del grupo. Por lo que, con Historias de la Calle listo, llegó Jorge Fuentealba para ocupar el puesto de bajista. Fue así como Tim Picchetti (Voz y Guitarra), Emmanuel "Chiwawa" Finlayson (Batería), Gustavo "Chavín" Labrín (Segunda Guitarra) y Jorge Fuentealba (Bajo) formaron la primera alineación oficial del grupo.

### La muerte de Finlayson y partida de Labrín
En septiembre del 2002, el material que fue entregado al estudio mexicano tuvo un retraso en su distribución, generando impaciencia entre los integrantes de la banda, hasta tal punto que Labrín decidió mostrar una canción del disco a la radio chilena Rock & Pop. Fue así que «Por ella» comenzó a sonar en las radios del país en febrero del 2003 y se transformó en un gran éxito. Mas, la popularidad alcanzada tras todo su esfuerzo no supuso frutos económicos, ya que la banda continuaba sin sacar el álbum a la venta. 
Sin embargo, lo que realmente golpeó al conjunto ese año fue la muerte de su baterista. Una noche, en abril del 2003, Emmanuel Finlayson, fue asesinado por un chico de 14 años cuando salía de su casa durante un altercado callejero. Ante lo ocurrido, Gustavo Labrín, quedó en shock, mientras Tim Picchetti, fue a los Estados Unidos y juró nunca más volver a Chile. Mientras tanto, «Por ella» seguía en las emisoras radiales chilenas y llegó a ser el segundo tema más tocado del segundo semestre de 2003. 
Luego de un buen tiempo, Gustavo Labrín se dio cuenta de que el grupo había acabado para él y decidió comenzar un proyecto nuevo. «...el grupo era con mi amigo Chiwawa, y sin él no tiene sentido», declaró Labrín en ese entonces. Es así como, junto con el último guitarrista de Glup! Rodrigo Vizcarra, forma Tronic.

### Nuevos integrantes eHistorias de la Calle
A pesar de todos los acontecimientos críticos y desfavorables, la banda no desapareció. A finales del 2003 Picchetti y Fuentealba se juntaron en España con Ozzy para que se transformase en el nuevo baterista, aunque las cosas no funcionaron sirvió para mantener encendida la motivación por hacer música. El 2004 encontraron a alguien digno para llenar el vacío dejado por su compañero y amigo Chiwawa: Darío Maldonado, que tomó el puesto de baterista de la banda por cuatro años. Es así como ese año nació la segunda alineación de GUFI: Tim Picchetti, como siempre, en la guitarra, Jorge Fuentealba en el bajo y Darío Maldonado en la batería. En el 2005, mientras Fuentealba y Maldonado hacían los preparativos para el lanzamiento del disco debut, Tim Picchetti hizo los trámites con Sony-México para terminar con el contrato hecho previamente y de esa forma quedarse con el máster del disco inédito grabado en el 2002: Historias de la Calle. Ese mismo año, Avril Lavigne realizaba su Bonez Tour 2005, 
y, en septiembre, la banda abrió su concierto en el Estadio San Carlos de Apoquindo, incluso sin tener ningún álbum en el mercado hasta esa fecha. Cinco días después, GUFI fue telonero de los canadienses de Simple Plan en el Teatro Caupolicán. En octubre, luego de tres años de espera, se lanzó Historias de la Calle, el disco debut de GUFI, bajo etiqueta independiente Spam. La banda logró una importante atención radial, las canciones «Paul» (que ya había sido popularizada gracias a Gustavo Labrín, dado que la interpretaba con Tronic en sus shows en vivo), «Mejor muertos», «Televisión» (Dato curioso y es que esta canción es muy similar a una canción de Tronic llamada «Tele Culiá»), «Eso es todo lo que soy» y «Punk superstars» fueron un éxito. Así, a finales del 2005, junto a Tronic y Los Mox, GUFI formó parte de las bandas que telonearon a Good Charlotte, en un concierto realizado en el Velódromo del Estadio Nacional, el día 30 de noviembre. Ese mismo año GUFI también teloneó a los norteamericanos en sus tres shows realizados en México.

### Corazón D' Roto
En el 2006, GUFI formó parte de varios eventos musicales importantes de ese año: fueron invitados a telonear al grupo estadounidense de pop punk Yellowcard, en el Festival Hit Me 2006, organizado y promocionado por la extinta radio FM Hit, 101.7. Este festival realizado el 24 de agosto, contó además con la presencia de las bandas chilenas Sin Perdón, Inestable y Tronic, más los argentinos de El Otro Yo. En diciembre GUFI participó en el X Festival de Bandas Novatas y Avanzadas, evento realizado en el anfiteatro de Juventud Providencia, que contó con la colaboración de Yamaha, UNIACC, Fm Hit y FM Producciones Musicales. Para finalizar el año GUFI estuvo presente en Festival de la Patagonia Rock 2006 llevado a cabo en Punta Arenas. En enero del 2007, GUFI también estuvo presente en la primera edición de La cumbre del rock chileno. 
Luego de eso, la banda se mantuvo sin dar noticias hasta enero del 2008, momento en el cual anunciaron en su página web que se encontraban en la grabación de un nuevo disco: Corazón D' Roto, además de su nuevo sencillo: «Intoxication» (perteneciente al mismo). 
El álbum fue lanzado oficialmente el día 31 de agosto con un show realizado en Santiago, en la sala SCD del mall Plaza Vespucio. 
El segundo sencillo de este trabajo de GUFI es «Enchúlame el Corazón», en el cual se puede evidenciar claramente temática de sus letras. En un comentario publicado en EMOL, se reconoce el vínculo emocional de los músicos con sus composiciones: .«..Que nos perdonen los rabiosos punkis politizados, pero bandas como GUFI sí que saben escribir historias que involucran a su público.» El 11 de enero de 2009 GUFI participó en la segunda versión de La cumbre del rock chileno, evento llevado a cabo en el Club Hípico de Santiago.

### 2011 y gira por la Argentina
En septiembre de 2011, se anunció en diferentes eventos de Facebook, y se corrió la voz de una posible gira de GUFI en la Argentina. La cual se hizo real los últimos días de octubre, cuando GUFI se presentó en escenarios de la Ciudad de Neuquén con bandas como ROMPIENDO EL SILENCIO (hardcore), y luego en Córdoba, Capital y Rosario, realizando la gira junto otra banda chilena, ESPARTACO. Al recorrido por el país lo nombraron "VAN en VAN", ya que realizaron el viaje en una camioneta DODGE RAM 350 Van. Por motivos desconocidos, Jorge Fuentealba no se presentó en Argentina,  por lo que Roberto Varela tomó su lugar. Por inconvenientes e imprevistos, la banda no llegó a la Ciudad de Buenos Aires como era previsto. Entonces, el 5 de noviembre, con indignación, la banda retomó el viaje a Chile. Sin embargo, en junio del 2012 se presentó el nuevo video de la canción "una banda en extinción", ambientado en un concierto en Argentina. El tema, aborda con un toque de humor una especie de caracterización de la banda y de sus fanes, incluyendo también una frase que explica la salida de Jorge por un tema monetario.
Más adelante, la banda (conformada por Tim Picchetti, Roberto Varela y Marcelo Valenzuela) sacó nuevos singles, como 《Alexis》(2014), 《Millonario》 (2015), 《México》 (2015) y 《Trance》(2016).

### 2023 y Actualidad
Después de mucho tiempo sin actividad, período en el cual la pandemia por Covid-19 se hizo presente, la banda fue invitada a participar de la versión 2023 de Lollapalooza Chile. Su presentación fue muy comentada en la prensa y las RRSS. La expectación por este show fue tal que la banda repletó el escenario, incluso miles de personas se quedaron sin poder ver el show debido al lugar escogido (Aldea Verde). "El escenario les quedó chico", era el titular de los medios y la frase que más se repetía dentro de los asistentes al show.
Además, han lanzado un single titulado "Sólo Dios lo Sabe", el 28 de abril de 2023.
El 15 de agosto de 2023, GUFI lanza su disco Recopilatorio "Los wachos" lleno de Singles de la banda, no incluye el single lanzado a principios de este año.
En el año 2025 Telonearon a La legendaria banda de punk rock, The Offspring en su tour 'Supercharged Worldwide' el 18 de marzo en Movistar Arena
Actualmente, la banda está conformada por Tim Picchetti (voz y guitarra), Roberto Varela (bajo y coros) y JP Varela (batería).

## Miembros
- Tim Picchetti - Voz y guitarra (2002-presente)
- Juan Pablo Varela - Batería (2022-presente)
- Roberto Varela - Bajo y coros (2011-presente)

### Exmiembros
- Emmanuel Finlayson † - Batería (2002 - 2003)
- Gustavo Labrín - Guitarra (2002 - 2003)
- Ozzy - Batería (2003)
- Darío Maldonado - Batería (2004 - 2008)
- Jorge Fuentealba - Bajo (2002 - 2012)
- Marcelo Valenzuela - Batería (2008 - 2017)

## Discografía
| Fecha de lanzamiento | Título                | Discográfica       |
| -------------------- | --------------------- | ------------------ |
| Octubre de 2005      | Historias de la Calle | Independiente Spam |
| Agosto de 2008       | Corazón D' Roto       | Autoedición        |
| Agosto de 2023       | Los Wachos            | SPAM Music         |

.  
Chiste

## Sencillos
Historias de la Calle (2005)
- 2003 Por ella
- 2004 Paul
- 2005 Eso es todo lo que soy
- 2006 Mejor muertos
- 2006 Punk superstars

Corazón D' Roto (2008)
- 2007 Intoxication
- 2008 Quédate Conmigo
- 2008 Enchúlame el corazón
- 2010 Montón (U&Me)
- 2011 Apariencia

Los Wachos (2023)
- 2012 Banda en Extinción
- 2014 Alexis
- 2015 Millonario
- 2015 México
- 2016 Trance

Cruza los Dedos (Próximo a Estrenarse 2023)
- Sólo Dios lo Sabe.- 28 de abril de 2023.